# Имануел Кант
Имануел Кант (Кенигзберг, 22. април 1724 — Кенигзберг, 12. фебруар 1804) био је немачки филозоф. Кант је родоначелник класичног немачког идеализма и по многима један од највећих филозофа свих времена. Он је сматрао да људски ум ствара структуру искуства, да је разум извор морала, да естетика проистиче из способности незаинтересованог суђења, да су простор и време форме наше чулности, и да је свет какав јесте сам по себи независан од наше спознаје. Кант је сматрао да су његови ставови еквивалент Коперниканске револуције у филозофији, у смислу Коперниковог оповргавања гледишта старог света да Сунце ротира око Земље. Први је ценио и разумео научни рад и дело Исака Њутна, због чега је своју филозофију засновао на покушају да помири захтеве нове модерне науке и филозофске традиције, посебно етике. Његова гледишта и данас имају битан утицај на савремену филозофију, посебно у областима метафизике, епистемологије, етике, политичке теорије, и естетике.
Политички, Кант је био један од најранијих заступника идеје да перпетуални мир може да буде остварен путем универзалне демократије и међународне кооперације. Он је веровао да ће то бити коначни исход универзалне историје, мада није рационално планиран. Тачна природа Кантових религиозних идеја је и даље предмет посебно врућих филозофских дебата, при чему су гледишта у опсегу од идеје да је Кант био рани и радикални заступник атеизма што је коначно кулминирало онтолошким аргументом за постојање Бога, до знатно критичнијих гледишта која се оличавају у Ничеу који тврди да је Кант имао „теолошку крв“ и да је Кант био само софистицирани апологетичар за традиционална хришћанска религиозна веровања, пишући да „Кант је желео да докаже, на начин који би запањио обичног човека, да је обични човек у праву: то је била тајна шала те душе.“
У једном од Кантових главних радова, Критици чистог ума (Kritik der reinen Vernunft, 1781), он је покушао да објасни однос између разума и људског искуства и да се пође изван неуспеха традиционалне филозофије и метафизике. Кант је желео да оконча еру узалудних и спекулативних теорија људског искуства, истовремено се одупирући скептицизму мислилаца попут Дејвида Хјума. Кант је сматрао да он завршава постојеће стање и отвара пут изван странпутице која је модерну филозофију довела између рационализма и емпиризма, он је покушао да објасни однос између разума и људског искуства и да се пође изван неуспеха традиционалне филозофије и метафизике. Широко је прихваћено да је он спојио те две ране модерне традиције у својим размишљањима.
Кант је тврдио да су наша искуства структурирана неопходним карактеристикама наших умова. По његовом мишљењу, ум даје облике и структуре искуства тако да, на апстрактном нивоу, сва људска искуства имају извесне заједничке есенцијалне особине. Између осталог, Кант је сматрао да су простор и време интегрални свим људским искуствима на нивоу чулности, као што су и појмови узрока и последице на нивоу разума. Једна важна последица његовог стајалишта је да је наше искуство увек одраз појавног света спознатог нашим чулима: ми немамо директан приступ самим стварима, ноуменалном свету. Кант је објавио низ других важних радова о етици, религији, праву, естетици, астрономији, и историји. Тиме су обухваћени Критика практичног ума (Kritik der praktischen Vernunft, 1788), Метафизика морала (Die Metaphysik der Sitten, 1797), која се бави етиком, и Критика моћи суђења (Kritik der Urteilskraft, 1790), која је усредсређена на естетику и телеологију.

## Биографија
Имануел Кант, оснивач критичке филозофије, рођен је у Кенигзбергу (данас Калињинград) у источној Пруској; био је син самарџије и, по сопственом казивању, унук емигранта из Шкотске. Образовао се у локалној средњој школи, (Collegium Fridericianum), а затим на Универзитету у Кенигзбергу, где је имао срећу да сретне првокласног учитеља у филозофу Мартину Кнуцену. Након универзитета, око 1746. године, Кант је неколико година радио као приватни учитељ у породицама из различитих делова источне Пруске. Током овог периода је наставио своје студије, а након магистратуре 1755. године почиње да предаје на кенигзбершком универзитету у својству приватног доцента (Privatdozent). Предавао је широк спектар предмета, укључујући физику, математику и физичку географију, као и филозофију, али је живео у сиромаштву дуги низ година. Тек 1770. године, кад је именован за професора катедре за логику и метафизику, његове финансијска ситуација је олакшана.
Кантова прва књига, Gedanken von der wahren Schätzung der lebendigen Kräfte (Размишљања о правој процени животних снага), објављена је већ 1747. у Кенигзбергу, а између 1754. и 1770. написао је импресиван низ есеја и расправа. Његови рани радови су првенствено доприноси филозофији природе, а најзначајнији је Општа историја природе и теорија небеса из 1755. године. Тек после 1760. филозофска интересовања у модерном смислу постају доминантна у његовој мисли. Ове публикације су му већ донеле значајну славу у немачким ученим круговима у време када је добио место професора. Наредних десет година је период издавачке тишине током ког је Кант спремао свој магнум опус, Критику чистог ума. Појаву Критике су жељно ишчекивали Кантови пријатељи и колеге филозофи, али када је она коначно објављена 1781. општа реакција је била збуњеност уместо дивљење. Кант је покушао да отклони неспоразуме поновним изношењем главног аргумента у Пролегомени свакој будућој метафизици из 1783. и преписивањем неких централних делова Критике за њено друго издање 1787. године. Истовремено је наставио, са изузетном енергијом за човека његових година, да разрађује остатак свога система. До 1790. Критика практичкога ума и Критика моћи суђења су биле у штампи, а од главних расправа само су се још појавиле Религија у границама пуког разума (1793) и Метафизика морала (1797). Кант је тада уживао велику славу широм Немачке и постао познат и у другим европским земљама, иако су га многи једва разумевали. Међутим, у старости, врло се љутио видећи како неки од најспособнијих младих филозофа у његовој земљи, међу којима су Јохан Готлиб Фихте, Фридрих фон Шелинг и Ј. С. Бек, изјављују да он у ствари није разумео своју сопствену филозофију и предлажу да отклоне недостатке стварањем властитих „трансценденталних” система. Има разлога да се верује да је дело којим се Кант бавио последњих година живота било замишљено као противнапад таквим критичарима. Али Кант није успео да га заврши пре смрти. Преостали су само фрагменти окупљени под насловом Opus Postumum.
Кантов нефилозофски живот се одвијао готово сасвим без дешавања. Никад се није женио. Једна прилика у којој је могао постати политички релевантан десила се 1794. године, када га је пруски краљ, након појаве његове књиге о религији, замолио да не објављује даље о теми пошто су његови ставови изазивали узбуну код ортодоксних верника. Кант је обећао и до даље полемике није дошло. Завршивши дужности професора дошао је на ред да постане ректор универзитета. За остало, редовно је ручао са својим пријатељима; издалека се дивио Жану Жаку Русоу и Француској револуцији; ћаскао са путницима који су му доносили вести о ширем свету који сам никада није видео. Слабије телесне грађе, пазио се и чувао своје физичке снаге те је био доброг здравља све до релативно кратког времена пре смрти. Било му је скоро осамдесет кад је умро.

## Карактер Кантове филозофије
Кант је био први међу великим филозофима модерног времена који је провео свој живот као професионални предавач филозофије. Универзитетска регулатива је од њега захтевала да своја предавања заснива на одређеним текстовима, и у ту сврху није користио дело великих савремених мислиоца попут Декарта и Лока, већ приручнике својих професорских претходника, посебно Кристијана Волфа, Александра Г. Баумгартена. и Г.Ф. Мејера. Волф и Баумгартен су пресвукли Лајбницову филозофију у пристојно академско одело, представљајући његове мисли у облику система са коначним изгледом који је сасвим стран своме оригиналу; Мејер је учинио исто са доктринама формалне логике. Њихов пример је имао скоро фаталан утицај на Канта, јер је и он сматрао да филозофија мора бити темељита ако жели да буде академски уважавана — што између осталог значи, техничка и шематска.
У Критици чистог ума Кант је изложио своје теорије, како је касније казао, прогресивним поретком, полазећи од онога што је било логички прво и напредујући према познатим чињеницама. Такође је употребио властиту разрађену терминологију и апаратуру „делова”, „подела” и „књига” чији наслови изненађују и чија прикладност предмету није одмах очигледна. Не чуди што његови први читаоци нису успели да открију о чему је дело у својој целости. Критика практичког ума и Критика моћи суђења су још педантније, пошто је у њима Кант истрајавао на формалном оквиру који је већ коришћен у Критици чистог ума, полазећи од дела означеног као „Аналитика” и идући до другог означеног као „Дијалектика”, откривајући једну или више „Антиномија” у бављењу дијалектиком, да би завршио несређеним додатком ирелевантно названим „Доктрина методе”. Чињеница да је Кант већ био старији човек када је написао ова последња дела несумњиво објашњава његову приврженост ономе што су неки коментатори назвали архитектоником његове филозофије; што је у сваком случају велика препрека правилном разумевању и вредновању његових идеја без предрасуда. Ипак, као што изразито показују одломци у његовим етичким списима, Кант је био способан да своје мисли изложи јасно, чак и елоквентно. Био је добар писац, али је донекле некритички прихватио школски метод присутан код његових колега професора филозофије.
Први задатак при читању Канта је стога да се скине формално академско одело у које је он пресвукао своју мисао. Када се то уради, оно што се појављује није провинцијални филозоф попут Волфа или Баумгартена, већ личност изузетног интелектуалног и моралног стаса. Кантово знање о главним европским филозофима често је било само површно, а његова процена дела неких његових савременика је свакако била претерано великодушна. Али, уз све то, Кант је имао сигуран осећај за оно што је у то време било интелектуално важно; једини је међу филозофима осамнаестог века одмах ценио величину Исака Њутна и био је потпуно свестан изазова за етику као последица Њутновог рада који је представљен када су његове наизглед детерминистичке импликације биле схваћене. Сабирајући Кантову зрелу филозофију у једну формулу: желео је да инсистира на ауторитету науке, а да ипак сачува аутономију морала. Постизање резултата у том напору је представљало дивовски задатак, који је укључивао разматрање питања могућности метафизике уопште, као и изградњу теорије научног сазнања и разраду новог етичког система.
Кант свакако није био задовољан пуким уопштавањима; настојао је да своја становишта детаљно разради, са много конкретних аргумената, као и да изнесе опште случаје. Али нејасноће његовог језика комбинују се са обимом његових интелектуалних амбиција што спречава просечног читаоца да тачно разуме оно што је истраживао; појединачне тачке се могу разабрати, али се тешко разазнаје целина. Ипак, да бисмо били поштени према Канту, читалац мора видети појединачно у ширем оквиру, ономе у којем га је сам Кант видео. Процењивати њихову филозофску вредност без узимања у обзир њиховог положаја у укупном кантовском систему, као што су многи критичари покушавали, сасвим је неодбрањиво.

## Трансцендентална естетика
На почетку Критике чистог ума (А19/B33), Кант излаже тезу да је трансцендентална естетика наука која се бави проучавањем априорних форми опажања. Иако трансцендентална естетика данас не би била схваћена као наука, и упркос оправданим критикама Кантора, Кант њоме даје значајан допринос схватању простора и времена, излажући да они представљају априорне форме опажања.
Да бисмо разјаснили овај нејасан појам, можемо да се послужимо било којим сегментом нашег свакодневног опажања. Гледајући испред себе, ми видимо скупове предмета који су распоређени у одређеним просторним релацијама: горе, испод, десно и сл. Иако смо сви научени значењима сваког од ових просторних релација, ипак нисмо научени начином на који смо у стању да их опазимо. Односно, нико није могао да нас научи како да видимо да је неки објекат изнад или испод неког другог објекта, из чега Кант закључује да је ова способност урођена, и назива је а priori, што означава све што је стечено или може да се стекне независно од искуства. Без ове а priori способности, ми бисмо ипак могли да опажамо низ чулних датости, али би све визуелне информације биле несређене и без форме. Исти закључак важи и за време, будући да се наше познавање временских релација (истовремено, после и слично) своди на априори способност, коју нас нико није научио.
Ипак, треба имати на уму да Кантова намјера није била да објашњава мистично својство урођеног знања, које је ионако одбацивао као филозофско решење, а на које његова теза о априорним формама чулности доста личи. Ипак, бројни филозофи, па чак и психолози попут Жан Пијажеа, критиковали су Канта и одбацили ову тезу, ослањајући се на своје теорије и емпиријска свједочанства.

## Емпиријски реализам и Трансцендентални идеализам
Надовезујући се на Кантову теорију простора и времена, важно је истаћи још један Кантов закључак, а то је да су простор и вријеме емпиријски реалне а трансцендентално идеалне форме чулности. Кант сматра да се простор и вријеме могу схватити као форма објеката који су емпиријски дати, односно објеката које можемо да опазимо. Евентуално постојање објеката изван тих граница може само да се постулира, али не и докаже. Стога, Кант инсистира да су ти објекти ноумена, односно да постоје само у мислима, али не и у опажању. Дакле, простор и вријеме нису форме опажања објеката који би се евентуално налазили ван граница опажања, односно они су трансцендентално идеални.
Овај резултат непосредно утиче и на метафизику. Кант истиче да су сви пређашњи мислиоци, немајући горепоменуто запажање на уму, могли само да граде куле у ваздуху, покушавајући да докажу постојање разноразних недоказивих ноумена, налик Богу (Платон, Аристотел, Св. Анзелмо, Св. Тома Аквински, Декарт и Лајбниц), или бесмртности душе (налик Платону или М. Менделсону). Из тог разлога, Кант посвећује значајан напор побијању три врсте доказа о Божијем постојању: онтолошког, космолошког и физичко-теолошког доказа. Треба нагласити да ова теза ни у најмањој мјери није атеистичка, зато што истим теоријским средствима, може да се докаже да није могуће дати конклузиван доказ о непостојању највишег бића.

## Побијање онтолошког доказа
По Кантовој анализи, онтолошки доказ је једна од три категорије доказа Божијег постојања, а класичну формулацију овог доказа изнио је Анселмо Кентерберијски у спису Прослогион (иако се Кантова критика често тумачи као критика метафизичке теологије светог Томе Аквинског; Кантов приступ томистичкој метафизици критиковао је британски филозоф Ентони Кени). Критика овог доказа се развија на сљедећи начин. У исказу „Бог постоји“, који је уједно и закључак онтолошког доказа, можемо да разликујемо субјекат (Бог) и предикат (постоји). Грешка која се поткрала у Анселмовом аргументу се тиче предиката „постоји“. Наиме, могуће је разликовати двије врсте предиката, које се данас сврставају у групе предиката првог реда (Кант их назива реалним предикатима) и предиката другог реда. Узмимо најобичније исказе попут „Табла је зелена“ или „Небо је плаво“. У овим реченицама, предикатима зелено и плаво је речено нешто о табли и небу што иначе не бисмо знали (Кант би рекао да се у појму табле не крије да је зелена, нити да ишта у појму неба сугерише да је оно плаве боје). Ипак, предикат „постоји“, за разлику од поменутих предиката, не доноси никакву нову информацију ниједном субјекту коме се дода, било да је субјект Бог или 100 талира (Кантов примјер). Под тим се мисли да се корпус онога што можемо да закључимо о талирима на основу самог појма талира, не проширује тиме што ћемо рећи да они постоје или да не постоје. Ако бисмо рекли да су талири нпр. сребрни или тешки, то би већ била нова информација, али ако бисмо рекли да талири постоје тиме не бисмо проширили знање о том појму. Или, како Кант пише,„сто реалних талира не садрже ни најмање нешто више него сто могућих талира“.

## Космолошке антиномије
У савременој филозофској литератури, појам антиномије се користи синонимно са појмом парадокса. Четири Кантове космолошке антиномије јесу привидно парадоксалне утолико што покушавају истовремено да докажу тезу и антитезу, односно исказе који тврде једну тезу и исказе који је негирају. Кант ће навести четири овакве антиномије, и након њиховог излагања понудити рјешење.

## Прва антиномија
Прва космолошка антиномија се бави питањем да ли је свијет настао у времену и да ли је просторно ограничен или није. Теза, односно позиција која даје потврдан одговор на ово питање, позива се на следећи аргумент. Претпоставимо да није тачно да свијет има временски почетак (као у теорији Великог праска) и да није просторно ограничен (што су неки астрофизичари претпостављали). У том случају, наставља Кант, суочили бисмо се са теоријским потешкоћама. Наиме, ако би свијет постојао одувијек (како су и вјеровали стари Грци), наишли бисмо на проблем актуелне бесконачности. Под тим се мисли на то да дати ентитет, у овом случају вријеме, јесте бесконачан у реалном смислу, а не само на начин на који су бесконачни нпр. реални бројеви. Ако дозволимо могућност да је вријеме бесконачно на тај начин, морали би да прихватимо могућност да се бесконачност завршава, будући да је у овом садашњем тренутку морало да прође бесконачан број тренутака. Али, будући да је појам бесконачног броја тренутака бесмислен, исто као што је бесмислен појам највећег броја, ова теза је побијена. Осим тога, одбачена је и могућност да је свијет неограничен у погледу простора, јер би на тај начин било немогуће да замислимо величину свијета. Овај климав Кантов аргумент истрајава на томе да смо способни да опажамо само нешто што је ограничено квантитетом, што би у случају бесконачног простора било одбачено у самом старту.
Антитеза прве космолошке антиномије у логичком смислу тече на исти начин - претпоставља се супротни случај како би се доказало методом reductio ad absurdum да је нетачан, те да би се на крају потврдила теза са којом смо отпочели. Стога, ако би свијет заиста имао почетак у времену и био просторно ограничен, не би постојао никакав разлог због којег би свијет настао у једном, а не у неком другом временском тренутку. Односно, ако замислимо низ тренутака прије настанка свијета, сложићемо се да се ниједан од тих тренутака не одликује неким својством које неко од других тренутака нема. Онда се с правом поставља питање због чега је свијет настао баш у тренутку t1, а не рецимо у тренутку t22. Наравно, правог одговора нема, чиме је заговорник антитезе остварио свој циљ. За простор је осмишљен нешто другачији аргумент, иако присутан још у античкој филозофији. Наиме, како је могуће, пита се Кант, да свијет буде ограничен простором, а да не постоји ништа изван њега, рецимо, неки други свијет? Та теза звучи крајње неодрживо, јер не можемо напросто да уводимо појам ничега кад год нам одговара да њиме оивичимо свијет. Односно, противник овог аргумента би лако могао да истрајава на томе да ако је нешто ограничено, оно је нужно ограничено нечим, а не ничим. Дакле, свијет није просторно ограничен.

## Кант и психологија
Кантово мјесто у развоју психологије је, на извјестан начин, парадоксално. Чувена је његова тврдња да нема наде да збивања менталног живота постану предмет науке. Иако се Кант само узгред бавио и менталним животом, Кантово дјело је значајно утицало на развој психологије. Психологија у дјелима филозофа осамнаестог вијека је психологија душевних моћи. Када се становишта „психологије“ моћи искажу језиком савремене психологије, онда је суштина ове идеје у томе да је свака ментална функција одраз активности организма у цјелини. Свако искуство и сваки акт понашања одражава ту индивидуалну цјеловитост. Значајан је био Кантов став да је немогуће дедуктивним методама показати реалност душевних збивања. Неопходна је, по Канту, темељна анализа наших рационалних моћи да бисмо сазнали шта свијест може активно обавити, а шта јој је недоступно.
Проучавањем сложених менталних процеса дошао је до увјерења да се ови процеси могу свести на три битне подврсте менталне активности: сазнавање, осјећање и хтијење. По Канту, даље свођење ових основних менталних активности на основније јединице није могуће. Детаљна анализа процеса сазнања изложена је у „Критици чистог ума“, а осјећање и хтијење су описани у „Критици практичног ума“, као и у другим дјелима. Од Кантових бројних идеја од значаја за психологију посебно је утицајна била идеја о искуственом јединству. Акт и перцепција су, по Канту, јединствени. Сазнање једног предмета одвија се на сљедећи начин: када један чврст предмет додирнемо прстима, суочавамо се са извјесним менталним стањима која су, привидно, сачињена од сензорних квалитета. Међутим, наш доживљај је цјеловит. Свијест, каже Кант, обавља извјесне операције организујући сензорне дијелове у јединствено искуство. Схватање простора и времена, као основни оквир за разумијевање опаженог, је по Канту, урођено. Све што опажамо смјештамо у један шири оквир чије су битне одреднице простор и вријеме. Кант упозорава да је крајња природа спољних ствари недоступна опажању. Исто тако и онај који сазнаје, унутрашње „ја“, такође је недоступно опажању. Крајњи објашњавајући принципи леже сасвим изван садржаја било каквог искуства. Да бисмо сазнали суштину ствари неопходно је трансцендирати реалност. Искуство које се не ослања на трансценденталне законе, за Канта је бесмислени хаос.

## Кант и педагогија
Био је професор на Универзитету у свом родном месту. Као професор је почео да ради у својој педесетој години. За педагогију је значајан, по томе, што је сматрао да човек поседује многе скривене способности, које се тек путем васпитања развијају и долазе до пуног изражаја. Кант је одржао низ предавања о васпитању. Васпитању је придавао велики значај. Васпитање се мора усавршавати и преносити кроз многе генерације. У васпитању се крије велика тајна усавршавања људске природе. Човек је једини створ који мора бити васпитан. Кант наводи мисао, да је човек само оно што од њега учини васпитање. Уколико васпитање не покаже добре резултате, онда разлоге треба тражити међу васпитачима, који су често гори од оних које треба васпитавати. Човек је одојче - васпитаник и ученик. Циљ васпитања је, по Канту, водити људски род ка савршенству, помагати човеку да се развије. За разлику од Русоа, који тражи да се човек потпуно врати природи, Кант жели да се природа човека усаврши и да се подигне на што виши степен развоја. Јавља се идеја о појму о савршености. Дужности човека су да самог себе изгради, да себе образује и развија у себи моралне особине. У својим педагошким разматрањима, највећу пажњу придаје моралном васпитању. Као највиши васпитни циљ, Кант је поставио строгу моралност, живот у складу са неизбежном свешћу о дужности, која је човеку дата унапред, јер тада човек може да влада својом чулном природом и тако дође до самосталне личности. Морално васпитање уско повезује са религијским. Кант се није противио позитивном васпитању као Русо и уверен је да је васпитање човека потребно и могуће. Човек мора, да учини себе бољим, да развије себе самога. Човек треба да буде мудар, да је прихватљив за људско друштво, да је омиљен и да има утицаја у друштву. Човеково знање остаје у границама могућег искуства, а оно што прелази човеково искуство, то је немогуће сазнати. Човеку је потребно како васпитање тако и образовање. Образовање садржи у себи наставу. Настава је позитивни део васпитања. Код наставе треба спојити оно што се зна са оним што се може урадити. Јавно васпитање је оно које обухвата и наставу и морално образовање. Јавно васпитање је корисније од домаћег. Домаће васпитање се стиче у школи. Многе су клице садржане у човечанству и на нама је сада да развијемо природне диспозиције. Човек најпре треба да развије своје личне диспозиције. Насупрот Русоу, да се природа човека сасвим слободно развија, Кант се залаже да се човек:
- Дисциплинује - (да се на тај начин очува његова људскост), онај ко није дисциплинован, диваљ је. Оно што је у дисциплини пропуштено, не може се надокнадити;
- Култивише - (да на тај начин образује дух), онај ко није културан, сиров је;
- Цивилизује - (на тај начин навикава на лепо понашање);
- Морално изграђује - (да све што уради буде употребљено у добре сврхе).

Тражи да се дете више држи на чистом ваздуху, да се не повија и да физичко васпитање буде у складу са природним развојем детета. Дете се може играти у слободном времену, али га треба рано навикавати на посао. Онај ко не губи храброст у односу на своје физичко или морално стање, тај не напушта ни наду. Децу треба научити да мисле. Деца треба да памте само оно што их интересује и што је повезано са реалним животом. Деца би требало прво, да упознају дужности, мисију и сам значај човека, да им се дају детаљна знања о стварању света, а тек онда објасни појам о вишем бићу (Богу). За разлику од Русоа, према Канту је нужно, да деца у раном детињству упознају религиозне појмове. Васпитаника треба упутити, да се сваког дана преслиша и да направи преглед о томе шта је радио током читавог, претходног живота. Кант је извршио велики утицај на Хербарта. Хербарт је био Кантов наследник.